# Puchar Świata w kolarstwie torowym 1999
Puchar Świata w kolarstwie torowym w sezonie 1999 to 7. edycja tej imprezy. Organizowany przez UCI, obejmował pięć rund: w stolicy Meksyku w dniach 21-23 maja 1999 roku, w amerykańskim Frisco w dniach 28-30 maja 1999 roku, w hiszpańskiej Walencji w dniach 18-20 czerwca 1999 roku, we włoskiej miejscowości Fiorenzuola d’Arda w dniach 27-29 sierpnia 1999 roku oraz w kolumbijskim Cali w dniach 4-6 września 1999 roku. Był to pierwszy sezon, w którym prowadzono klasyfikacje indywidualne w poszczególnych konkurencjach.
Trofeum sprzed roku broniła reprezentacja Niemiec. W tym sezonie najlepsza okazała się reprezentacja Francji.

## Klasyfikacja narodów
| Miejsce | Państwo           | Punkty |
| ------- | ----------------- | ------ |
| 1.      | Francja           | 384    |
| 2.      | Niemcy            | 293    |
| 3.      | Stany Zjednoczone | 270    |
| 4.      | Australia         | 206    |
| 5.      | Włochy            | 201    |
| 6.      | Hiszpania         | 172    |
| 7.      | Wielka Brytania   | 171    |
| 8.      | Rosja             | 163    |
| 9.      | Nowa Zelandia     | 130    |
| 10.     | Kanada            | 123    |

## Wyniki

### Mężczyźni

#### Keirin
| Lp | Miasto               | 1. miejsce      | 2. miejsce            | 3. miejsce      |
| -- | -------------------- | --------------- | --------------------- | --------------- |
| 1. | Meksyk               | Roberto Chiappa | Marty Nothstein       | Jan van Eijden  |
| 2. | Frisco               | Laurent Gané    | Roberto Chiappa       | Jan van Eijden  |
| 3. | Walencja             | Frédéric Magné  | Jens Fiedler          | David Cabrero   |
| 4. | Fiorenzuola d’Arda   | Zawody odwołane | Zawody odwołane       | Zawody odwołane |
| 5. | Cali                 | Shinichi Ota    | José Antonio Escuredo | Christian Arrue |
|    | Klasyfikacja końcowa | Roberto Chiappa | Marty Nothstein       | Jan van Eijden  |

#### 1000 m
| Lp | Miasto               | 1. miejsce      | 2. miejsce                     | 3. miejsce       |
| -- | -------------------- | --------------- | ------------------------------ | ---------------- |
| 1. | Meksyk               | Hervé Thuet     | Jason Queally                  | Matthew Sinton   |
| 2. | Frisco               | Sören Lausberg  | Shane Kelly                    | Grzegorz Krejner |
| 3. | Walencja             | Jason Queally   | Stefan Nimke                   | Damien Gerard    |
| 4. | Fiorenzuola d’Arda   | Sören Lausberg  | Dimitris Georgalis             | Ihor Trojanowski |
| 5. | Cali                 | Arnaud Tournant | Garen Bloch                    | Neil Campbell    |
|    | Klasyfikacja końcowa | Sören Lausberg  | Grzegorz Krejner Jason Queally |                  |

#### Sprint indywidualny
| Lp | Miasto               | 1. miejsce       | 2. miejsce         | 3. miejsce      |
| -- | -------------------- | ---------------- | ------------------ | --------------- |
| 1. | Meksyk               | Jan van Eijden   | Darryn Hill        | Marty Nothstein |
| 2. | Frisco               | Laurent Gané     | Marty Nothstein    | Jan van Eijden  |
| 3. | Walencja             | Florian Rousseau | Jens Fiedler       | Roberto Chiappa |
| 4. | Fiorenzuola d’Arda   | Roberto Chiappa  | Laurent Gané       | Ainārs Ķiksis   |
| 5. | Cali                 | Mickaël Bourgain | Vincent Le Quellec | Christian Arrue |
|    | Klasyfikacja końcowa | Jan van Eijden   | Roberto Chiappa    | Laurent Gané    |

#### Sprint drużynowy
| Lp | Miasto               | 1. miejsce                                                      | 2. miejsce                                                           | 3. miejsce                                                                   |
| -- | -------------------- | --------------------------------------------------------------- | -------------------------------------------------------------------- | ---------------------------------------------------------------------------- |
| 1. | Meksyk               | Wielka Brytania · Chris Hoy · Craig MacLean · Jason Queally     | Polska · Grzegorz Krejner · Konrad Czajkowski · Marcin Mientki       | Hiszpania · Salvador Meliá · José Antonio Villanueva · José Antonio Escuredo |
| 2. | Frisco               | Polska · Grzegorz Krejner · Konrad Czajkowski · Marcin Mientki  | Australia · Danny Day · Gary Neiwand · Shane Kelly                   | Niemcy · Jan Van Eijden · René Wolff · Sören Lausberg                        |
| 3. | Walencja             | Niemcy · Jens Fiedler · Eyk Pokorny · Stefan Nimke              | Francja · Florian Rousseau · Frédéric Magné · Damien Gérard          | Polska · Bartłomiej Saczuk · Grzegorz Krejner · Marcin Mientki               |
| 4. | Fiorenzuola d’Arda   | Wielka Brytania · Chris Hoy · Craig MacLean · Jason Queally     | Hiszpania · José Antonio Escuredo · Diego Ortega · José Maria Moreno | Grecja · George Chimonetos · Dimitris Georgalis · Labros Wassilopoulos       |
| 5. | Cali                 | Francja · Arnaud Tournant · Mickaël Bourgain · Mickaël Bourgain | Słowacja · Jaroslav Jeřábek · Peter Bazálik · Ján Lepka              | brak flagi · Craig MacLean · Neil Campbell · Craig Percival                  |
|    | Klasyfikacja końcowa | Wielka Brytania                                                 | Hiszpania · Polska                                                   |                                                                              |

#### Wyścig indywidualny na dochodzenie
| Lp | Miasto               | 1. miejsce                  | 2. miejsce       | 3. miejsce        |
| -- | -------------------- | --------------------------- | ---------------- | ----------------- |
| 1. | Meksyk               | Francis Moreau              | Robert Karśnicki | Franco Marvulli   |
| 2. | Frisco               | Christian Vande Velde       | Mauro Trentini   | Luke Roberts      |
| 3. | Walencja             | Robert Bartko               | Serhij Matwiejew | Mauro Trentini    |
| 4. | Fiorenzuola d’Arda   | Jens Lehmann                | Aleksiej Markow  | Andrea Collinelli |
| 5. | Cali                 | Stefan Steinweg             | Luke Roberts     | Mariano Friedick  |
|    | Klasyfikacja końcowa | Luke Roberts Mauro Trentini |                  | Franco Marvulli   |

#### Wyścig drużynowy na dochodzenie
| Lp | Miasto               | 1. miejsce                                                                                | 2. miejsce                                                                               | 3. miejsce                                                                                 |
| -- | -------------------- | ----------------------------------------------------------------------------------------- | ---------------------------------------------------------------------------------------- | ------------------------------------------------------------------------------------------ |
| 1. | Meksyk               | Francja · Cyril Bos · Philippe Ermenault · Damien Pommereau · Francis Moreau              | Nowa Zelandia · Lee Vertongen · Greg Henderson · Timothy Carswell · Brendon Cameron      | Kolumbia · Luis Felipe Laverde · Jhon García · Victor Herrera · Juan Alzate                |
| 2. | Frisco               | Australia · Graeme Brown · Nigel Grigg · Brett Lancaster · Luke Roberts                   | Francja · Cyril Bos · Philippe Ermenault · Damien Pommereau · Francis Moreau             | Stany Zjednoczone · Adam Laurent · Thomas Mulkey · Michael Tillman · Christian Vande Velde |
| 3. | Walencja             | Niemcy · Thorsten Rund · Christian Lademann · Daniel Becke · Guido Fulst                  | Ukraina · Ołeksandr Symonenko · Rusłan Pidhorny · Serhij Czerniawski · Ołeksandr Fedenko | Włochy · Mario Benetton · Cristian Bianchini · Mauro Trentini · Cristiano Citton           |
| 4. | Fiorenzuola d’Arda   | Ukraina · Ołeksandr Symonenko · Serhij Matwiejew · Serhij Czerniawski · Ołeksandr Fedenko | Włochy · Andrea Colinelli · Mirko Crepaldi · Marco Villa · Cristiano Citton              | Rosja · Władisław Borisow · Aleksiej Markow · Władimir Karpiec · Dienis Smysłow            |
| 5. | Cali                 | Australia · Luke Roberts · Brett Lancaster · Graeme Brown · Nigel Grigg                   | brak flagi · Barbro Sandström · Jimmi Madsen · Jacob Nielsen · Jakob Piil                | Hiszpania · Carlos Torrent · Joan Llaneras · Nuria Florencio · Santos González             |
|    | Klasyfikacja końcowa | Francja                                                                                   | Hiszpania                                                                                | Australia                                                                                  |

#### Madison
| Lp | Miasto               | 1. miejsce                                   | 2. miejsce                                   | 3. miejsce                                        |
| -- | -------------------- | -------------------------------------------- | -------------------------------------------- | ------------------------------------------------- |
| 1. | Meksyk               | Hiszpania · Joan Llaneras · Miguel Alzamora  | Rosja · Oleg Griszkin · Andriej Minachin     | Nowa Zelandia · Timothy Carswell · Greg Henderson |
| 2. | Frisco               | Argentyna · Gabriel Curuchet · Juan Curuchet | Hiszpania · Miquel Alzamora · Isaac Gálvez   | Austria · Roland Garber · Franz Stocher           |
| 3. | Walencja             | Argentyna · Gabriel Curuchet · Juan Curuchet | Niemcy · Guido Fulst · Thorsten Rund         | Dania · Jimmi Madsen · Anders Kristensen          |
| 4. | Fiorenzuola d’Arda   | Australia · Brett Aitken · Scott McGrory     | Włochy · Silvio Martinello · Marco Villa     | Belgia · Matthew Gilmore · Etienne De Wilde       |
| 5. | Cali                 | Hiszpania · Joan Llaneras · Miguel Alzamora  | Argentyna · Gabriel Curuchet · Juan Curuchet | Niemcy · Stefan Steinweg · Mario Vonhof           |
|    | Klasyfikacja końcowa | Argentyna · Hiszpania                        |                                              | Australia                                         |

#### Wyścig punktowy
| Lp | Miasto               | 1. miejsce                       | 2. miejsce              | 3. miejsce                                         |
| -- | -------------------- | -------------------------------- | ----------------------- | -------------------------------------------------- |
| 1. | Meksyk               | Franco Marvulli                  | James Carney            | Aleksiej Garanin                                   |
| 2. | Frisco               | Brian Walton                     | Luis Fernando Sepúlveda | Franz Stocher                                      |
| 3. | Walencja             | Wasyl Jakowlew                   | Kouji Yoshii            | Matthew Gilmore                                    |
| 4. | Fiorenzuola d’Arda   | Silvio Martinello                | Cho Ho-sung             | Jakob Piil                                         |
| 5. | Cali                 | Juan Curuchet                    | Zbigniew Wyrzykowski    | Nigel Grigg                                        |
|    | Klasyfikacja końcowa | Cho Ho-sung Zbigniew Wyrzykowski |                         | James Carney Juan Curuchet Luis Fernando Sepúlveda |

### Kobiety

#### 500 m
| Lp | Miasto               | 1. miejsce        | 2. miejsce      | 3. miejsce                        |
| -- | -------------------- | ----------------- | --------------- | --------------------------------- |
| 1. | Meksyk               | Tanya Dubnicoff   | Nancy Contreras | Oksana Griszyna                   |
| 2. | Frisco               | Félicia Ballanger | Tanya Dubnicoff | Jiang Cuihua                      |
| 3. | Walencja             | Félicia Ballanger | Jiang Cuihua    | Nancy Contreras                   |
| 4. | Fiorenzuola d’Arda   | Zawody odwołane   | Zawody odwołane | Zawody odwołane                   |
| 5. | Cali                 | Tanya Dubnicoff   | Kathrin Freitag | Jiang Cuihua                      |
|    | Klasyfikacja końcowa | Tanya Dubnicoff   | Jiang Cuihua    | Félicia Ballanger Nancy Contreras |

#### Sprint indywidualny
| Lp | Miasto               | 1. miejsce        | 2. miejsce      | 3. miejsce       |
| -- | -------------------- | ----------------- | --------------- | ---------------- |
| 1. | Meksyk               | Tanya Dubnicoff   | Jennie Reed     | Oksana Griszyna  |
| 2. | Frisco               | Félicia Ballanger | Tanya Dubnicoff | Wang Yan         |
| 3. | Walencja             | Félicia Ballanger | Jennie Reed     | Magali Faure     |
| 4. | Fiorenzuola d’Arda   | Félicia Ballanger | Wang Yan        | Jiang Cuihua     |
| 5. | Cali                 | Tanya Dubnicoff   | Michelle Ferris | Tanya Lindenmuth |
|    | Klasyfikacja końcowa | Félicia Ballanger | Tanya Dubnicoff | Wang Yan         |

#### Wyścig indywidualny na dochodzenie
| Lp | Miasto               | 1. miejsce           | 2. miejsce      | 3. miejsce                       |
| -- | -------------------- | -------------------- | --------------- | -------------------------------- |
| 1. | Meksyk               | Rasa Mažeikytė       | Yvonne McGregor | Leontien van Moorsel             |
| 2. | Frisco               | Erin Veenstra        | Sarah Ulmer     | Natalja Karimowa                 |
| 3. | Walencja             | Rasa Mažeikytė       | Judith Arndt    | Lucy Tyler Sharman               |
| 4. | Fiorenzuola d’Arda   | Leontien van Moorsel | Marion Clignet  | Jelena Czałych                   |
| 5. | Cali                 | Marion Clignet       | Sarah Ulmer     | Natalja Karimowa                 |
|    | Klasyfikacja końcowa | Rasa Mažeikytė       | Marion Clignet  | Sarah Ulmer Leontien van Moorsel |

#### Wyścig punktowy
| Lp | Miasto               | 1. miejsce         | 2. miejsce         | 3. miejsce         |
| -- | -------------------- | ------------------ | ------------------ | ------------------ |
| 1. | Meksyk               | Mandy Poitras      | Antonella Bellutti | Olga Slusariewa    |
| 2. | Frisco               | Olga Slusariewa    | Alayna Burns       | Anke Wichmann      |
| 3. | Walencja             | Belem Guerrero     | Judith Arndt       | Antonella Bellutti |
| 4. | Fiorenzuola d’Arda   | Jelena Czałych     | Antonella Bellutti | Magali Faure       |
| 5. | Cali                 | Marion Clignet     | Belem Guerrero     | Edita Kubelskienė  |
|    | Klasyfikacja końcowa | Antonella Bellutti | Belem Guerrero     | Olga Slusariewa    |